# (19998) Binoche
(19998) Binoche est un astéroïde de la ceinture principale.

## Description
(19998) Binoche est un astéroïde de la ceinture principale d'astéroïdes. Il fut découvert le 18 novembre 1990 par l'astronome Eric Walter Elst à l'observatoire de La Silla. Il présente une orbite caractérisée par un demi-grand axe de 2,7987650 UA, une excentricité de 0,1684765 et une inclinaison de 10,20793° par rapport à l'écliptique.
Il fut nommé en l'honneur de l'actrice française Juliette Binoche (née en 1964), célèbre pour son jeu d’actrice dans le film « L’Insoutenable Légèreté de l’être » de Philip Kaufman et basé sur la nouvelle homonyme de Milan Kundera. Hasard des chiffres ou source d'inspiration d'Eric Walter Elst, le supplément spécial n°19998 du journal Madame Figaro présente l'actrice à sa une.

## Compléments